# Володимирівська сільська територіальна громада
Володимирівська сільська територіальна громада — територіальна громада в Україні, в Баштанському районі Миколаївської області. Адміністративний центр — село Володимирівка.
Площа громади — 235,66 км², населення — 2794 мешканці (2018).
4 серпня 2017 року шляхом об'єднання Володимирівської та Олександрівської сільських рад Казанківського району, а вже 12 червня 2020 року розпорядженням Кабінету Міністрів України «Про визначення адміністративних центрів та затвердження територій територіальних громад Миколаївської області»№719-р було визначено село Володимирівка, як адміністративний центр та затверджено назву Володимирівська територіальна громада. Також згідно цього розпорядження до складу Володимирівської територіальної громади входять Володимирівська, Олександрівська, Скобелевська та Шевченківська сільські ради.

## Населені пункти
До складу громади входять 1 селище (Лісове) і 16 сіл: Веселий Кут, Володимирівка, Воля, Зоря, Матроно-Василівка, Новоблакитне, Новосілля, Новочудневе, Олександрівка, Панасівка, Привілля, Ропове, Скобелеве, Суходілля, Хвиля, Шевченкове.

## Історія села Володимирівка
Перші жителі на території сучасної Володимирівки з´явились у ІІ тисячолітті до нашої ери, про що свідчить виявлене поселення епохи бронзи. Історія села Володимирівка розпочалась на початку ХІХ століття в період інтенсивного заселення північного Причорномор´я. У серпні 1810 року тут зупинилися перші 383 вихідці з Володимирівської губернії, тому поселення і назвали Володимирівкою.

## Історія села Олександрівка
На початку ХІХ століття виникло й село Олександрівка. До 1926 року мало назву Долгоруково, по прізвищу князя, який володів тут значними площами орної землі. Додатково село було залюднене після реформи 1861 року. На околицях села виявлені залишки поселення епохи неоліту (VI-IV тисячоліття до н.е.). Три поселення епохи пізньої бронзи (кінець ІІ тисячоліття до н.е.) виявлені біля села Хвиля (до 2024 року Волна). Поблизу цього ж села відомі поселення перших століть н.е. з кам´яним будівництвом.

## Історія села Скобелеве
Село Скобелеве засноване у 1880 році на березі річки Висунь відставними солдатами, які поселились на казенних землях. Назвали село на честь генерала Скобелева, який відзначився у російсько-турецькій війні 1877-1878 років.

## Історія села Шевченкове та Новочудневе
У 1923 році на території села Шевченкове з´явилися перші мешканці родина Мироненків, які приїхали на волах з Черкащини. С початку село називалось Червонопрапорівка, згодом Червона Знам´янка. В той же час заселялися і навколишні землі. Дід Панас Луценко з Житомирщіни заснував хутір поблизу річки, який потім став селом Панасівкою. А село Новочудневе дістало свою назву від вихідців з міста Чуднове Житомирської області, які поселилися в тій місцевості.

## Розташування та транспортне сполучення
Адміністративний центр громади розташований на обох берегах річки Висуні. Село Володимирівка знаходиться в 40 км на південний схід селища Казанка (70 -80 хв машиню).
Протяжність Володимирівської громади з півночі на південь – 29,3 км. навпростець та 31,9 - трасою, із заходу на схід – 23,8 км. та 55,1 км. – трасою. Транспортне сполучення: населеним пунктом проходить автомобільні траси О‑151208, О-151206, О-151207, що пов´язує частину населених пунктів громади.
Залізничне сполучення: найближчі залізничні гілки – Березнегувате (27,9 км), Новополтавка (35 км), Новий Буг (36,2 км), Казанка (42,2 км)
Найближчі міжнародні аеропорти: Міжнародний аеропорт «Кривий Ріг» (62,7), Миколаївський міжнародний аеропорт (91,5 км), Міжнародний аеропорт «Херсон» (93,7 км.)
Громада межує: на півночі – Казанківською селищною ТГ і Новобузькою ТГ Миколаївської області та Карпівською ТГ Дніпропертовської області, на сході – Кочубеївською ТГ Херсонської області, на півдні – Березегуватська громада Миколаївської області, на заході – Вільнозапорізька, Березнегуваська ТГ та Новобузька ТГ Миколаївської області
Крайніми точками громади є:
на півночі – село Шевченкове
на півдні – село Новосілля
на сході – село Лісове
на заході – село Шевченкове.

## Природа і клімат
Фізико-географічний регіон: помірно-континентальний, теплий, сухий, середньорічна температура складає +10С. Характерно: вітряне, з частими «суховіями», жарке, мало дощове літо, середня температура найтеплішого місяця (липня) +21 до +24°C, максимальна температура +38С; зима порівняно нехолодна, середня температура найхолоднішого місяця (січня) від −3 до −5°C, мінімальна температура -28С. Мають місце пізні весняні приморозки. Вегетаційний період в середньому близько 210 діб. Приблизно 450 мм опадів на рік.
Клімат на території Володимирівської громади помірно-континентальний, теплий, сухий, середньорічна температура складає +10С. Характерно: вітряне, з частими «суховіями», жарке, мало дощове літо, середня температура найтеплішого місяця (липня) +21 до +24°C, максимальна температура +40С; зима порівняно нехолодна, середня температура найхолоднішого місяця (січня) від −3 до −5°C, мінімальна температура -28С. Мають місце пізні весняні приморозки. Вегетаційний період в середньому близько 210 діб. Приблизно 450 мм опадів на рік. Польові культури в громаді цілком забезпечені теплом. Достатні сонячні дні дають можливість встановлювати сонячні батареї. Максимум опадів на територій Миколаївської області випадає влітку, переважно у вигляді злив.
Енергія сонця є одним з найбільш доступних і перспективних відновлюваних джерел енергії. За даними Держкомстату України у 2013р. частка сонячної енергії склала 3,6%. Потенціал розвитку сонячних систем найперше залежить від рівня сонячного випромінювання та кількості сонячних днів в регіоні.
Миколаївська область має високий рівень сонячного випромінювання, через те в цьому регіоні можна досягти високих показників виробничої потужності сонячних колекторів.
Водні ресурси: Громада розкинулась по обох берегах річки Висунь, яка використовується як зона відпочинку, а також для любительської риболовлі та рекреації.
Водозабезпеченість. Загалом по громаді нараховується 338,6 га водних ресурсів, що становить майже 1% від загальної території громади.
Грунт – чорнозем звичайний малогумусний, важко суглинистий. Територія села являє собою рівнину, нахилену в південному напрямі. Громада розташовується у межах Причорноморської низовини. Рельєф поверхні - хвиляста рівнина зі зниженням на північ і підвищенням на південь.Територія в значній мірі заліснена.
Розподіл земель: 73,5% території громади займають землі сільськогосподарського призначення, 10,5% громади займають землі лісового фонду.

## Економіка
До видів економічної діяльності в промисловій галузі ТГ віднесені: харчова промисловість, торгівельна діяльність, лісове та сільськогосподарські підприємства.
Зареєстровані юридичні особи:
Ø Сільськогосподарське товариство з обмеженою відповідальністю -1
Ø Товариство з обмеженою відповідальністю – 7
Ø Фермерське господарство – 50
Ø Приватні підприємці – 11
Ø Фізична особа-підприємець – 12
Ø Приватне сільськогосподарське підприємство 2
Ø Комунальне підприємство – 1
Торгівельна діяльність у сформованій територіальній громаді достатньо поширена, проте не є реальним важелем у вирішені питання щодо значного збільшення надходжень до місцевих бюджетів. 
Раз на тиждень працює площа ринок на якому представлено асортимент продукції підприємцями із смт. Казанка, смт. Березнегувате та інших. Кількість торговельно-побутових об’єктів не має значних відхилень від середньої за останні роки. Тобто, для забезпечення населення громади споживчими товарами така кількість торговельних об’єктів є оптимальною.
Працівники торговельної мережі сформованої територіальної громади зацікавлені як у збільшенні асортименту продукції, на яку існує попит, так і у його розширенні, та представленні нових товарів.
Нестабільність економічної ситуації в Україні в цілому, призвели до погіршення купівельної спроможності населення громади зокрема.
Галузь сільського господарства, як базова, є "локомотивом" у забезпеченні економічної безпеки сформованої територіальної громади. На території громади функціонують бюджетоутворюючі сільськогосподарські підприємства: філія «Баштанське лісове господарство» ДП «Ліси України», ТОВ «Обрій», ТОВ «Новосілля», ПП «Агромир», ТОВ «Надія», ТОВ «ДЮК», ТОВ «Надія КА», ПП/АК «Себаріт», ПСП «Незалежність», ТОВ «СГВП Березнегувате», ПСП «Агрофірма імені Шевченка». Зареєстровано 1421 одноосібників.

## Туризм та рекреація
Туристичний потенціал громади представлений мальовничою природою лісів, наявність великої кількості водойм та історико-культурних пам’яток, транзитне розташування є передумовами розвитку туризму у Володимирівській громаді.
Відповідно до Закону України «Про екологічну мережу України» має формуватися єдина територіальна система з метою поліпшення умов для формування та відновлення довкілля, підвищення природно-ресурсного потенціалу території України, збереження ландшафтного та біорізноманіття, місць оселення та зростання цінних видів тваринного і рослинного світу, генетичного фонду, шляхів міграції тварин через поєднання територій та об’єктів природно-заповідного фонду, а також інших територій, які мають особливу цінність для охорони навколишнього природного середовища і відповідно до законів та міжнародних зобов’язань України підлягають особливій охороні (екомережа).
- Ботанічна пам'ятка природи загальнодержавного значення "Урочище "Степок" створена розпорядженням Ради Міністрів Української РСР від 14.10.75 № 780-р. Пам'ятка природи входить до складу природно-заповідного фонду України і охороняється як національне надбання, щодо якої встановлюється особливий режим охорони, відтворення і використання. Загальна площа - 11 гектарів, розташований на південь від села Лісове Володимирівської ТГ Баштанського (бувшого Каанківського) району Миколаївської області. Пам'ятку природи створено з метою збереження типових для середнього степу ландшафтних комплексів, що належать до лесових низовин з потужним антропогеновим покривом на неогенових відкладах, розчленованих степовими балками з чорноземами південними малогумусними. Основними завданнями Пам'ятки природи є: охорона та збереження плакорної цілинної ділянки, на якій поширені корінні угруповання формації костриці валіської, ковил волосистої, Лессінга та української та поширені близько 300 видів рослин (з рідкісних зростають астрагал пухнастоквітковий, тюльпан Шренка, занесені до Червоної книги України).; охорона місць зростання горицвіту весняного, занесеного до Регіонального червоного списку; проведення наукових досліджень; поширення еколого-освітніх знань тощо.
- «Володимирівська Дача» — лісовий заказник місцевого значення в Україні. Розташований у межах Баштанського (бувшого Казанківського) району Миколаївської області, на схід від села Володимирівка. Площа 1298 га. Статус присвоєно згідно з рішенням облради № 448 від 23.10.1984 року. Перебуває у віданні філії «Баштанське лісове господарство» ДП «Ліси України». Статус присвоєно для збереження частини лісового масиву з цінними насадженнями дуба.
- «Скобелівська Балка» — ботанічний заказник місцевого значення в Україні. Площа — 10 га. Статус надано згідно з рішенням Миколаївської обласної ради від № 24 від 02.02.1995 року задля охорони зональних угруповань формацій. Заказник розташований на північ від села Скобелеве. Територія заповідного об'єкта розташована на схилах балки, що пов'язана з річкою Висунь, слугує для збереження та охорони гвоздики ланцетної (Dianthus lanceolatus).
- Пам´ятка природи «Ленінске» - ботанічна пам'ятка природи місцевого значення площею 11 га, яка створена рішенням Миколаївської облради № 391 від 21.07.1972 року.
- Пам´ятка природи «Ювілейне» - ботанічна пам'ятка природи місцевого значення в Україні. Площа — 11 га. Статус надано згідно з рішенням Миколаївської обласної ради № 448 від 23.10.1984 року задля охорони зональних угруповань формацій. Пам'ятка природи розташована на захід від села Володимирівка. Територія заповідного об'єкта слугує для збереження та охорони посадки дубу звичайного, кленів гостролистого та польового.
- Володимирівський парк – парк-пам´ятка садово-паркового мистецтва, загальна площа 7,0 га. Створений рішенням Миколаївської облради №448 від 23.10.84 року
У межах Володимирівської сільської територіальної громади роль ключових територій екомережі відіграють території природно-заповідного фонду та проходять такі сполучні території (екокоридори): Південноукраїнський коридор загальнодержавного значення та Висунсько-Інгулецький коридор місцевого значення. Володимирівський держлісгосп створений у 1989 році на базі Володимирівської агоролісомеліоративної станції Українського науково дослідницького інституту агролісомеліорації та лісового господарства, що знаходилась у с.Лісове. У 2022 році реорганізовано у філію «Баштанське лісове господарство» ДП «Ліси України», яке виконують переважно водоохоронні, захисні, санітарно-гігієнічні, оздоровчі та інші функції та забезпечують потреби суспільства в лісових ресурсах.
Площа лісового фонду становить 3671,58 га, з них в Володимирівський сільській раді 2657,79 га. У лісгоспі вирощують саджанці дуба, горіха, абрикоса, аличі, бузини, смородини, аронії, терену, ірги, жимолості.
На сьогодні росте біля 270 унікальних порід дерев, чагарників, серед яких модрина європейська, блакитна ялина, 5 видів лип, 6 видів дубів
, ялівець звичайний, бундук канадський, бархат амурський, ліщина медвежа, сосна кримська, туя східна, ялівець звичайний, ялівець козацький, ялівець віргінський, барбарис звичайний, барбарис Тунберга, ломиніс Жакмана, платан східний, платан західний, самшит вічнозелений, липи, горіха, по два види шовковиці, ліщини,берези, в’яза, тополі, карган дерев’янистий, амфора чагарникова, бобівник анагіролистий, софора японська, робінія звичайна, верба біла, маклюра яблонокосна, гледичія звичайна та інші.
Найбільшою цінністю лісництва є «Степок». Це ділянка цілинного степу, який ніколи не розорювався площею 11 га.
У с-щі Лісове розташовано дитячий табір «Орлятко», який може прийняти за зміну до 120 осіб, проте зараз він не працює.
На території с.Володимирівки є готель, із можливістю розташування 20 осіб, проте він не працює.
У громаді розроблено туристичний маршрут – «Володимирівська дача. Степок». Також підчас проведення велотиня у 2018 році було розроблено 2 веломаршрути: Велике коло (з с. Володимирівка до с-ща Лісове – 42 км.), Середне коло ( 20,5 км.), та Мале коло для вечірньої прогулянки (9,3 км.). Під час подорожі великим колом можна побачити: Кушиновский ставок, Пам’ятку природи місцевого значення Ленінське, Пам’ятку природи місцевого значення “Ювілейний” на території якого розташовані 3 столітні дуби, Ботанічну пам’ятку природи загально-державного значення «Степок», Парк-пам’ятку садово-паркового мистецтва “Володимирівський парк”, греблю “Радянська”, греблю “Рубановська”. Це надзвичайно мальовничий маршрут, під час поїздки яким можна відпочити та насолодитись красою нашого краю.
Чудовим об’єктом, що представляє значний туристично-рекреаційний потенціал, є річка Вісунь. Для повної реалізації цього потенціалу вона потребує облагородження туристично-відпочинкової інфраструктури, очищення та промоції